# 장카이리
장카이리(중국어 간체자: 张凯丽, 정체자: 張凱麗, 병음: Zhāng Kǎilì, 한자음: 장개려, 1962년 9월 29일 ~ )는 중국의 배우이다.

## 출연작

### 드라마
- 2013년 동방 위성 텔레비전 동방극장 《신연애시대》 - 딩훼이쥐엔 역
- 2013년 후난위성텔레비전 금응독파극장 《찰문결혼파》 - 쉬에쑤메이 역
- 2016년 저장 위성 텔레비전 중국람극장 《애정만만세》 - 화쥐차오 역
- 2017년 후난위성텔레비전 금응독파극장 《인민의 명의》 - 우후이펀 역
- 2018년 베이징 텔레비전 품질극장 《귀거래》 - 샤오윈 역
- 2019년 저장 위성 텔레비전 중국람극장 《천의무봉》 - 귀모 역
- 2019년 후난위성텔레비전 금응독파극장 《역류이상적니》 - 가오홍매 역
- 2020년 후난위성텔레비전 금응독파극장 《완미관계》 - 리밍루 역
- 2021년 동방 위성 텔레비전 동방극장 《공훈》 - 뤼소장 역
- 2022년 CCTV-8 황금강당극장 《인세간》 - 취소전 역
- 2022년 CCTV-1 제일특약극장 《신거지약》 - 쉬에쑤나 역
- 2023년 CCTV-8 황금강당극장 《심상사성》 - 리훼이란 역